# Aviz

Stemma del Casato d'Aviz

Il Casato d'Aviz (portoghese moderno: Avis; [ɐˈviʃ]), noto anche come dinastia giovannea, fu la seconda dinastia di re del Portogallo. Nel 1385, l'interregno della crisi del 1383-1385 terminò quando le Cortes di Coimbra proclamarono re il maestro dell'ordine monastico militare di San Benedetto d'Avis Giovanni I. Giovanni era il figlio illegittimo di re Pietro I e Dona Teresa Lourenço, e quindi fratellastro dell'ultimo re del casato portoghese di Borgogna o dinastia Alfonsina, Ferdinando I del Portogallo. Il casato d'Aviz continuò a regnare sul Portogallo fino a che Filippo II di Spagna ereditò la corona portoghese con la crisi di successione portoghese del 1580.
I discendenti di re Giovanni I erano ancora anche maestri dell'ordine d'Aviz, anche se talvolta quel titolo passava a un discendente di Giovanni e la corona del Portogallo ad un altro. Il titolo di Gran Maestro dell'ordine d'Aviz fu incorporato permanentemente alla corona portoghese verso la fine del regno dal casato d'Aviz, nel 1551.

## Storia

### Origini

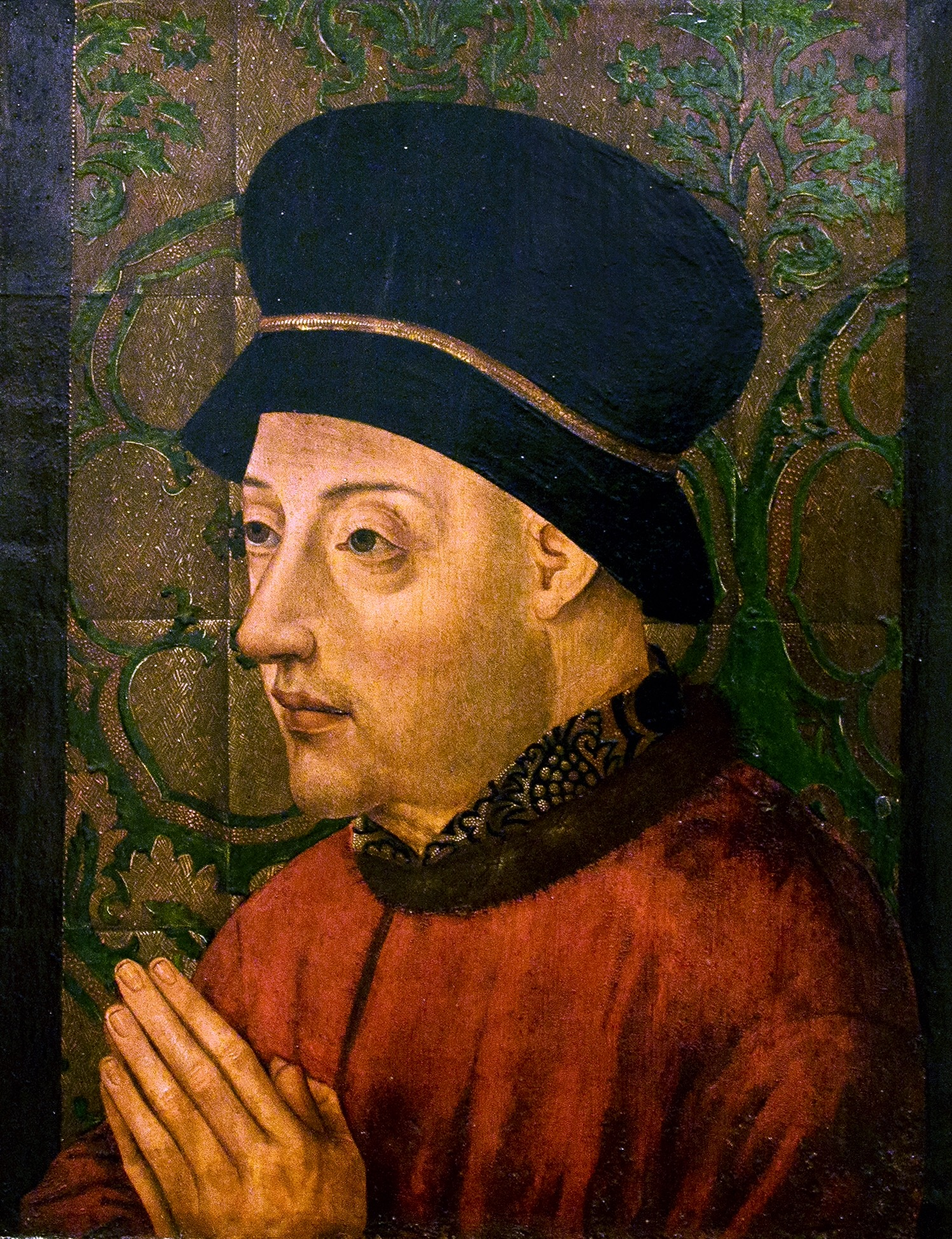
Ritratto di Giovanni I del Portogallo del XV secolo, Museo nazionale d'arte antica, Lisbona

La dinastia reale fu fondata nel 1385 da Giovanni I del Portogallo, figlio naturale del re Pietro I del Portogallo e di Dona Teresa Lourenço, che venne acclamato "Signore dell'Ordine di Aviz" al termine di un interregno di crisi durato dal 1383 al 1385; crisi nata dopo che Ferdinando del Portogallo, figlio legittimo di Pietro, morì senza eredi maschi.

### Re del Portogallo

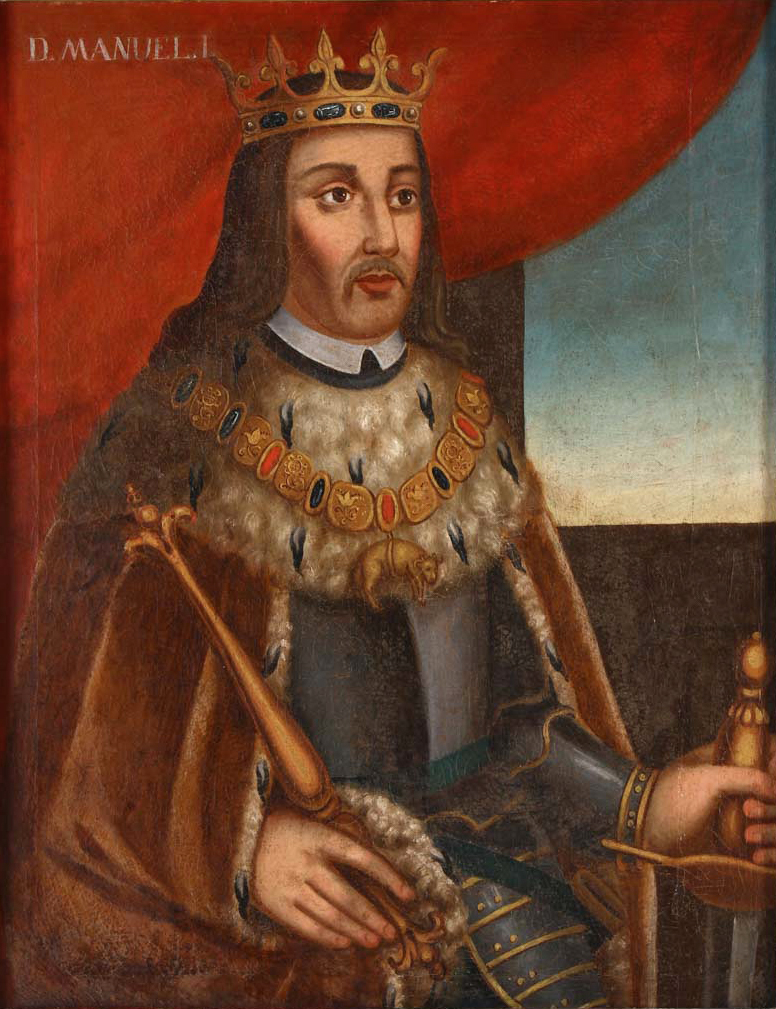
Manuele I del Portogallo in un ritratto del XVIII secolo di scuola portoghese

I discendenti di Giovanni, nel corso dei secoli, si imparentarono spesso con la famiglia reale spagnola tramite numerosi matrimoni. Manuele I del Portogallo ad esempio sposò prima due figlie di Isabella di Castiglia e Ferdinando II d'Aragona, poi la nipote delle due precedenti mogli.
In realtà, Manuele I duca di Beja, prima di succedere al cugino nonché cognato Giovanni II, diede in realtà vita ad un altro ramo della famiglia: gli Aviz-Beja.

### Estinzione
Ultimo sovrano Aviz effettivo fu Enrico I del Portogallo, che morì nel 1580. Con la sua morte si aprì un breve periodo di contesa che finì con l'annessione del regno portoghese a quello spagnolo governato dall'Asburgo Filippo II di Spagna.
Nel 1640 il Portogallo tornò ad essere indipendente e la corona passò a Giovanni IV del Portogallo, appartenente al casato di Braganza.

## Elenco dei re della dinastia Aviz
- Giovanni I del Portogallo (1385 - 1433)
- Edoardo I del Portogallo (1433 - 1438)
- Alfonso V del Portogallo (1438 - 1481)
- Giovanni II del Portogallo (1481 - 1495)

## Elenco dei re della dinastia Aviz-Beja
- Manuele I del Portogallo (1495 - 1525)
- Giovanni III del Portogallo (1525 - 1557)
- Sebastiano I del Portogallo (1557 - 1578)
- Enrico I del Portogallo (1578 - 1580)